# Wladimir Wolkonsky
Le prince Wladimir Mikhaïlovitch Wolkonsky ou Volkonski, né en 1868 et mort en 1953, est un aristocrate russe descendant de Rurik, petit-fils du décabriste Serge Grigoriévitch Wolkonsky, et frères des princes Serge, Alexandre, Pierre et Grigory Wolkonsky, qui fut député de la Douma.

## Biographie
Wladimir Wolkonsky est propriétaire terrien (800 déciatines). Il reçoit d'abord une éducation à domicile, puis poursuit ses études à l'école de cavalerie de Tver, à l'issue desquelles il devient cornette du 1er régiment de la Garde des dragons de Sa Majesté Impériale. Il donne sa démission en 1892 pour s'occuper de ses terres situées dans l'ouiezd de Chatsk du gouvernement de Tambov. Il devient délégué en 1894 de l'ouiezd, ainsi que du gouvernement de Tambov, et en 1897 il est élu sans interruption à la tête de l'assemblée de la noblesse de l'ouiezd. Il est nommé citoyen d'honneur de la ville de Chatsk, juge de paix honoraire de la ville et président d'honneur du lycée féminin de Chatsk. Il entretient des liens étroits avec les cercles slavophiles de Moscou et fait partie de plusieurs de leurs associations, dont celle de l'union du peuple russe à partir de 1905. Il s'en éloigne par la suite sans démissionner.

### Député de la Douma
Le prince Wolkonsky est élu en 1907 député de la IIIe Douma de la circonscription de Tambov et il est nommé à la charge honorifique de Kammerherr (chambellan) de la cour. Il fait partie de la droite modérée, et à la fin de la droite nationaliste. Il est d'abord choisi comme député assistant à la vice-présidence, fonction qu'il remplit avec énergie, appelant aux votes avec rapidité, ce qui provoque parfois des conflits avec la gauche, mais il fait des rappels à la discipline aussi bien à gauche qu'à droite.
Le prince est élu encore à la IVe Douma de 1912. Il est cette fois-ci dans les non-inscrits siégeant à droite et choisi comme premier vice-président. C'est donc à la fin la deuxième personnalité la plus importante de la Douma après Rodzianko. Il est élevé au rang de conseiller d'État actuel en 1912. Il entre au ministère de l'intérieur en 1915, et sert sous les ministères de Stürmer, Khvostov et Protopopov, dernier ministre de l'intérieur du régime impérial. Il donne toutefois sa démission en décembre 1916, en signe de protestation contre la politique de ce dernier. Il est élu en janvier 1917 comme président de l'assemblée de la noblesse de Pétrograd. Il est propriétaire à cette époque de 300 déciatines de terres dans la région de Tambov et son épouse, née Anna Nikolaïevna Zveguintseva de 1 300 déciatines. 

### Émigration
Le prince est forcé d'émigrer après la Révolution d'Octobre et il se réfugie en Finlande,  qui bénéficie bientôt de la protection des armées blanches de Ioudénitch dans le cadre du gouvernement provisoire du nord-ouest. Il entre à l'automne 1918 au comité d'aide aux réfugiés russes de Finlande, fondé par Trepov et devient ensuite vice-président du comité sous la présidence d'A. Kartachev. Après la défaite de Ioudenitch, il fuit en Allemagne. Il participe en 1921 aux travaux du congrès du relèvement économique de la Russie qui se tient en Bavière à Reichenhall, du 29 mai au 4 juin. Il est élu comme l'un des assistants du président du congrès.
Le 4 juin, le congrès vote la création du Conseil Supréme de la Monarchie (ВМС, SMB). Markov est élu président, Alexandre Maslennikov et le Duc Alexis Shirinsky-Shikhmatov, vice-président, puis ils ont coopté Alexandre Kroupensky comme vice-président, avec Wolkonsky et le comte Grabbe comme adjoints. et le Baron Boris Koppen et le comte Pyotr Vasilievich Gendrikov.